# آمنة محمد عبدي
آمنة محمد عبدي ( (بالصومالية: Aamina Maxamed Cabdi)‏ (21 أكتوبر 1981 - 23 مارس 2022) سياسية صومالية، عضو في البرلمان الفيدرالي الصومالي من عام 2012 حتى وفاتها في 23 مارس 2022. 

## خلفية
ولدت آمنة في العاصمة الصومالية مقديشو في 21 أكتوبر 1981، تلقت تعليمه الأساسي في مقديشو، وعاشت أحداث الحرب الأهلية، وحصلت على البكالوريوس ثم الماجستير من جامعة سيمد في مقديشو. 
في عام 2012، ترشحت آمنة عبدي، البالغة من العمر 24 عامًا لشغل مقعد في البرلمان الاتحادي في الصومال. وتحدت الأصوات التي طالبتها بالتنحي، وفازت بالمقعد. 
بعد انتهاء الفترة الأولى ترشحت لفترة ثانية في البرلمان الفيدرالي، وفازت مرة أخري في عام 2016، بمقعد عن محافظة هيران
ترشحت آمنة لنفس المقعد البرلماني مرة ثالثة إلا أن الانتخابات التي كان من المقرر إجراؤها في فبراير 2021، تأجلت وسط خلافات على عملية التصويت.
دعت للتحقيق في قضية اختفاء إكرام تهليل فارح . 

## وفاتها
في 23 مارس 2022، استهدف انتحاري من حركة الشباب سيارة تقل آمنة وحراسها الشخصيين في حي حواء تاكو بمدينة بلدوين، خلال حملتها الانتخابية .  ووقع افجار ثان على بعد أمتار من الحادث الأول لدى محاولة نقل الجرحى و قُتلت آمنة خلال الهجوم، كما أسفرت الهجوم الانتحاري المزدوج عن مقتل 47 شخصًا وإصابة 105 آخرين 